# Pouce Coupe
Pouce Coupe är en ort i Kanada.   Den ligger i provinsen British Columbia, i den centrala delen av landet, 3 300 km väster om huvudstaden Ottawa. Pouce Coupe ligger 647 meter över havet och antalet invånare är 739.
Terrängen runt Pouce Coupe är platt norrut, men söderut är den kuperad. Pouce Coupe ligger nere i en dal. Trakten runt Pouce Coupe är nära nog obefolkad, med mindre än två invånare per kvadratkilometer.. Närmaste större samhälle är Dawson Creek, 8,1 km nordväst om Pouce Coupe.
Omgivningarna runt Pouce Coupe är en mosaik av jordbruksmark och naturlig växtlighet.